# Daun Chaus
Daun Chaus (Даун Хаус) è un film del 2001 diretto da Roman Romanovič Kačanov ed è un adattamento del romanzo L'idiota di Fëdor Dostoevskij.

## Trama
Il film racconta del programmatore Myškin, che torna in patria da un ospedale psichiatrico svizzero. Per strada incontra Parfen Rogozhin, a cui manca Anastasija Filippovna e, grazie alla sua fantasia, si innamora anche di Nastja.